# Stray Cat Blues
Pistes de Beggars Banquet
Prodigal Son
(7) Factory Girl
(9)
Stray Cat Blues est une chanson du groupe de rock britannique The Rolling Stones, parue sur l'album Beggars Banquet le 6 décembre 1968. Elle est écrite et composée par Mick Jagger et Keith Richards et est produite par Jimmy Miller.

## Description
La chanson est racontée du point de vue d'un homme désireux de relations sexuelles illégales avec une groupie de 15 ans, estimant que « ce n'est pas grave, ce n'est pas un crime passible de la peine de mort. » Lors de l'interprétation de la chanson en concert présent sur l'album live Get Yer Ya-Ya's Out!, album sorti en 1970, Mick Jagger change l'âge de la groupie en « treize ans ». Cependant, le chanteur change généralement l'âge en « seize ans » en concert.
La production de la chanson par le nouveau producteur Jimmy Miller est très représentative de son style, avec un rythme de charleston très proéminent, un piano bourdonnant interprété par Nicky Hopkins, un mellotron interprété par Brian Jones, toutes les guitares électriques interprétées par Keith Richards et le chant de Mick Jagger en retrait dans le mixage. Selon Mick Jagger, la chanson est inspirée par Heroin du groupe américain The Velvet Underground, les intros des deux chansons étant particulièrement similaires.

## Accueil et postérité
Jim Beviglia classe Stray Cat Blues à la 49e place des meilleures chansons des Rolling Stones dans sa liste des Counting Down the Rolling Stones: Their 100 Finest Songs. Uncut la qualifie de « chanson absolument sale » mais la classe 39e dans son Top 40 des chansons des Rolling Stones. Le magazine Rolling Stone la classe 43e dans son compte à rebours des 100 meilleures chansons du groupe, le qualifiant de « rockeur sordide ».
Nitzer Ebb a repris cette chanson sur le single I Give to You en 1991. Johnny Winter a repris cette chanson en 1974. Une reprise de la chanson est également apparue sur l'EP Satanoscillatemymetallicsonatas de Soundgarden en 1992 et en face B sur le single de leur chanson Jesus Christ Pose,. Stray Cat Blues a été également reprise par Chris Cheney & Chrissy Amphlett.
La chanson apparaît dans le jeu vidéo Guitar Hero : Warriors of Rock et dans le film Joy.

## Personnel
- Mick Jagger — chant
- Keith Richards — guitare électrique, guitare slide, basse
- Brian Jones — mellotron
- Charlie Watts — batterie
- Nicky Hopkins — piano
- Rocky Dijon — congas